# Bradysia ningshana
Bradysia ningshana är en tvåvingeart som beskrevs av Yang och Zhang 1989. Bradysia ningshana ingår i släktet Bradysia och familjen sorgmyggor. Inga underarter finns listade i Catalogue of Life.